# Teredo (протокол)
Teredo — мережний протокол, що призначений для передавання IPv6 пакетів крізь мережі IPv4, в тому числі через пристрої, які працюють за технологією NAT, шляхом їх інкапсуляції у UDP дейтограми.

## Мета
Стандартні засоби інкапсуляції IPv6 у IPv4 вимагають, щоб сервер та клієнт мали власну IP-адресу. Але на разі у зв'язку з нестачею IPv4 адрес, багато організацій мають одну глобальну IP-адресу для всієї комп'ютерної мережі, застосовуючи технологію NAT. Протокол Teredo дає можливість доступу до IPv6 мережам за такої конфігурації.

## Застосування
- Windows XP SP2 включає в себе клієнт протоколу Teredo та мінімальні засоби маршрутизації.
- Windows Vista має вбудовану підтримку Teredo.
- Windows Server 2003 включає до себе сервер та маршрутизатор.

## Безпека
На даний час жваво обговорюється інформаційна безпека застосування протоколу Teredo. Найбільшу загрозу становить те, що на сьогоднішній день не існує міжмережевих екранів, які б могли фільтрувати Teredo трафік, що може призводити до несанкціонованого проникнення у IPv6 мережу.